# Municipio de Porter (condado de Porter)
El municipio de Porter (en inglés: Porter Township) es un municipio ubicado en el condado de Porter en el estado estadounidense de Indiana. En el año 2010 tenía una población de 9367 habitantes y una densidad poblacional de 80,09 personas por km².

## Geografía
El municipio de Porter se encuentra ubicado en las coordenadas 41°23′12″N 87°8′22″O / 41.38667, -87.13944. Según la Oficina del Censo de los Estados Unidos, el municipio tiene una superficie total de 116.96 km², de la cual 116,11 km² corresponden a tierra firme y (0,72 %) 0,84 km² es agua.

## Demografía
Según el censo de 2010, había 9367 personas residiendo en el municipio de Porter. La densidad de población era de 80,09 hab./km². De los 9367 habitantes, el municipio de Porter estaba compuesto por el 95,37 % blancos, el 0,9 % eran afroamericanos, el 0,16 % eran amerindios, el 0,79 % eran asiáticos, el 1,26 % eran de otras razas y el 1,53 % eran de una mezcla de razas. Del total de la población el 6,53 % eran hispanos o latinos de cualquier raza.